# Mark W. Hannaford
Mark Warren Hannaford, född 7 februari 1925 i Woodrow i Colorado, död 2 juni 1985 i Lakewood i Kalifornien, var en amerikansk demokratisk politiker. Han var ledamot av USA:s representanthus 1975–1979.
Hannaford studerade vid Ball State University och Yale University. Därefter undervisade han vid Long Beach City College.
Hannaford efterträdde 1975 Richard T. Hanna som kongressledamot och efterträddes 1979 av Dan Lungren. Hannaford avled 1985 i lungcancer.